# San Andrés Nuxiño
San Andrés Nuxiño es una localidad del estado mexicano de Oaxaca. Es cabecera del municipio de San Andrés Nuxiño.

## Demografía
| Censo | Población |
| ----- | --------- |
| 1900  | 684       |
| 1910  | 783       |
| 1921  | 918       |
| 1930  | 967       |
| 1940  | 789       |
| 1950  | 727       |
| 1960  | 749       |
| 1970  | 748       |
| 1980  | 1026      |
| 1990  | 180       |
| 1995  | 153       |
| 2000  | 98        |
| 2005  | 111       |
| 2010  | 123       |
| 2020  | 266       |